# Parantica lutescens
Parantica lutescens är en fjärilsart som beskrevs av Butler 1866. Parantica lutescens ingår i släktet Parantica och familjen praktfjärilar. Inga underarter finns listade i Catalogue of Life.